# 广州地铁28号线
广州地铁28号线是广州地铁规划中的线路之一，也是广州160km/h级别市域地铁快线网络的重要组成部分。线路东西贯穿佛山市、广州市和东莞市的中心城区。
该线于2020年8月以「佛山经广州至东莞城际」（简称“佛穗莞城际”）的名义获批。虽然有关方曾表态，本线预计在2023年9月底动工，但获批数年内仍多次调整。目前确认先行建设佛山鹭洲至广州新塘段，而剩余穗莞段留待未来实施。

## 概要
28号线为市域快线，连接广州和临近的佛山、东莞两市。线路在广州市内大致呈東西向横贯中心城区，与18号线共同构成广州市域快线网络的十字骨架，定位为“东西快线”。
28号线主线起于顺德区的鹭洲，自禅城向北，过佛山水道后折向东进入广州境内，经过荔湾区芳村后过江进入海珠区，沿海珠区北岸行进，经过海珠区东端的新洲后折向北再次过江，经过鱼珠以及规划中的黄埔高铁站后进入增城区，在新塘站后进入东莞，经中堂、万江延伸至松山湖附近。线路全长约113公里，其中佛山段25.7公里、广州段50.6公里、东莞36.7公里。主線兩端分別與廣佛江珠城際和廣深中軸城際相連接。另规划在佛山一段分出支线前往佛山西站，及在新塘站分出支线经增城石滩前往惠州市。

## 历史

### 规划

#### 前期发展
28号线前身为2011年版远期规划中的19号线，线路自芳村穗盐路出发，经芳村、滨江路、琶醍后转北进入天河，经马场、广氮后止于姬堂。
随后在2017年的规划方案中，原19号线芳村至磨碟沙段被裁出，独立并往两端延长成为28号线，与18号线搭配成为广州市域快线网络的十字骨架。此时28号线由芳村经鱼珠至新塘，同时计划向西延伸至佛山西站。为配合28号线的快线定位，芳村至磨碟沙一段原有规划的多个车站被取消，仅保留几个换乘站。后因广州第二机场曾初步选址增城正果，线路一度向东延伸，经荔城至新机场选址。在2018年粤港澳大湾区总体规划颁布后，临近城市中心间快速互联成为趋势，28号线亦延长至佛山、东莞主城区。
2019年末，据广州市政府官网公布的重点工作落实情况，本线纳入《粤港澳大湾区（城际）铁路建设规划（上报稿）》。随后相关工作启动。
2020年7月30日，《粤港澳大湾区城际铁路建设规划》获批，28号线主线以“佛山经广州至东莞城际”的名义被列入近期建设计划。主线自东莞向西途经广州新塘、鱼珠、芳村进入佛山南海、禅城、顺德。

#### 深化调整
2021年因应廣佛江珠城際東平至江門站段由原来《粤港澳大湾区城际铁路建设规划》的远期建設項目調整為近期建設項目，及常平至龙华城际調整為廣深中軸城際，28号线主线两端由原来的东平站及鸿福路站分别延伸至鹭洲站和松山湖站。
2022年6月的招标文件透露，东莞段玉堂设停车场。
2022年8月18日，广州地铁集团第一次公示了主线的环境影响评价。在此期间，网传佛山市要求加站，分别为海八路、人民公园和澜石二路站。广州地铁集团发布的设计总体和总包管理项目招标公告中，隐晦加入了佛山要求的站点，令设置站点数量达到31座。《广州日报》的消息提到了此事，同时引用内部专家的建议，针对站距短的区间进行设站优化，佛山段早前增加的人民公园、海八路站均包含在其中。招标文件同时显示，车辆基地改为广州陈家林车辆段、佛山乐从停车场、东莞万江停车场。
2022年9月下旬，广州地铁集团对佛穗莞城际广州段社会稳定性风险分析征询公众意见。11月2日，广州市对佛穗莞城际广州段的社会稳定报告进行公示。此次公告披露，车站数目缩减至29座，佛山方面希望增设的人民公园和海八路站未出现在该可研方案中，同时佛山乐从停车场再次调整为南村停车场，东莞万江停车场再次调整为寮步停车场。佛山方面则表示，该可研方案并非最终版本，以最终批复为准。此外佛山方面将早前规划的穗盐西路站调整为奇槎站。
2024年12月，佛山南海区当局在一场活动上披露本线最新进展：佛山鹭洲至广州新塘段拟近期实施，两市已达成一致并共同推进工程可行性研究审批工作；剩余东莞段将留待未来实施。该方案中，佛山前期期望添加的文华公园站获保留；佛山的澜石二路，广州的怡乐路（滨江东路）、新洲、坭紫，及东莞的蕉利，共五站被取消；佛山的普君北路站调整为预留站。该版规划随后趋于稳定。2025年2月，广州地铁集团重新发布该段的社稳分析公众意见征集的公示。同年6月，线路可研报告上报广东省发展改革委审批，同时披露线路总投资由广佛两市各承担50%。

### 建设
在本线正式动工前，已有部分地铁或铁路车站的工程代建本线部分，或为本线预留接入条件。
- 2020年2月，佛山西站北广场地下空间复工，该工程更改设计后预埋28号线支线车站，于当年年底完成基坑封底[27]。
- 2019年11月12日，12号线岭南广场站（现为赤岗塔站）正式开始围蔽施工，该工程代建28号线车站部分[28]。
- 2020年10月15日，10号线滨江东站正式开始围蔽施工，该工程代建28号线换乘节点部分，节点段深47.9m[29]。

## 车站
根据规划，28号线（即佛穗莞城际）主线将设有如下车站，其中鹭洲至新塘段计划近期建设，有16座（不含预留站）。但由于本线的工程可行性评估尚未获批，因此存在变动的可能性。
| 規劃站名 | 换乘路线                                                  | 所在地                                         | 所在地                                         | 车站形式                                       |                                                |
| 广州地铁28号线（佛山经广州至东莞城际，规划中） | 广州地铁28号线（佛山经广州至东莞城际，规划中）            | 广州地铁28号线（佛山经广州至东莞城际，规划中） | 广州地铁28号线（佛山经广州至东莞城际，规划中） | 广州地铁28号线（佛山经广州至东莞城际，规划中） | 广州地铁28号线（佛山经广州至东莞城际，规划中） |
| --- | --------------------------------------------------------- | ---------------------------------------------- | ---------------------------------------------- | ---------------------------------------------- | ---------------------------------------------- |
| 鹭洲 |                                                           | 佛山市                                         | 顺德区                                         | 未知                                           |                                                |
| 东平 | 广佛地铁 GF02 佛山地铁：3号线 F319 顺德北站：广佛环线     | 佛山市                                         | 顺德区                                         | 未知                                           |                                                |
| 文华公园 | 佛山地铁：4号线                                           | 佛山市                                         | 禅城区                                         | 未知                                           |                                                |
| 普君北路[预留] | 广佛地铁 GF09                                             | 佛山市                                         | 禅城区                                         | 未知                                           |                                                |
| 叠滘 | 佛山地铁：3号线 F326                                      | 佛山市                                         | 南海区                                         | 未知                                           |                                                |
| 奇槎 |                                                           | 佛山市                                         | 南海区                                         | 未知                                           |                                                |
| 三眼桥 |                                                           | 佛山市                                         | 南海区                                         | 未知                                           |                                                |
| 芳村 | 1号线 104、11号线 1120、22号线                            | 广州市                                         | 荔湾区                                         | 未知                                           |                                                |
| 市二宫 | 2号线 211                                                 | 广州市                                         | 海珠区                                         | 未知                                           |                                                |
| 赤岗塔 | 12号线 广州塔站[虚拟]：3号线 309、APM线 APM01             | 广州市                                         | 海珠区                                         | 地下雙島式站台[G12]                            |                                                |
| 磨碟沙 | 8号线 825、18号线 1807                                    | 广州市                                         | 海珠区                                         | 未知                                           |                                                |
| 琶洲 | 8号线 827、11号线 1102 琶洲站：广佛环线、穗深城际琶洲支线 | 广州市                                         | 海珠区                                         | 未知                                           |                                                |
| 鱼珠 | 5号线 521、13号线 1301                                    | 广州市                                         | 黄埔区                                         | 未知                                           |                                                |
| 黄埔站 |                                                           | 广州市                                         | 黄埔区                                         | 未知                                           |                                                |
| 埔南路 |                                                           | 广州市                                         | 黄埔区                                         | 未知                                           |                                                |
| 陈家林路 |                                                           | 广州市                                         | 增城区                                         | 未知                                           |                                                |
| 新塘 | 13号线 1309 新塘站 新塘南站：穗深城際鐵路、新白广城際鐵路 | 广州市                                         | 增城区                                         | 未知                                           |                                                |
| 东泊 |                                                           | 东莞市                                         | 中堂镇                                         | 未知                                           |                                                |
| 万江 |                                                           | 东莞市                                         | 万江街道                                       | 未知                                           |                                                |
| 莞城 |                                                           | 东莞市                                         | 莞城街道                                       | 未知                                           |                                                |
| 鸿福路 | 东莞轨道交通：2号线 208、1号线                            | 东莞市                                         | 南城街道                                       | 未知                                           |                                                |
| 黄旗南 |                                                           | 东莞市                                         | 东城街道                                       | 未知                                           |                                                |
| 寮步 | 寮步站：广惠城际                                          | 东莞市                                         | 寮步镇                                         | 未知                                           |                                                |
| 松山湖 | 东莞轨道交通：1号线、3号线                                | 东莞市                                         | 松山湖产业园                                   | 未知                                           |                                                |
| 註釋 |                                                           |                                                |                                                |                                                |                                                |
| - 佛穗莞城际（28号线）仍在规划中，最终设站及车站命名情况须以有关部门批复为准。 - 所有以斜体标识的线路和车站均未开通。 - 预留 本站目前规划为预留车站。 - 虚拟 现时未有条件建设换乘通道，预计将实施虚拟换乘。 - G12 12号线车站建有双岛式站台，当中外侧站台预留供28號線使用。 |                                                           |                                                |                                                |                                                |                                                |
| 论 编 |                                                           |                                                |                                                |                                                |                                                |

### 换乘站
佛山
- 鹭洲站：換乘佛山地鐵14號線（規劃）。
- 東平站：换乘廣佛地鐵（未來佛山6号线）、佛山3号线、廣佛環線（順德北站）和廣佛江珠城際。廣州28號線東平車站預計位於華章道、佛山新聞中心東側。與現有東平站需經站廳長通道換乘。
- 文华公园站：换乘佛山4号线。28號線车站位于岭南大道下方，佛山4号线建设时将預留相關結構。
- 普君北路站：换乘廣佛地鐵。广佛线建設時未作出预留。
- 叠滘站：换乘佛山3号线。佛山3号线建设时未作出预留。
- 奇槎站：换乘佛山6号线。
- 三眼桥站：换乘佛山10号线和廣佛江珠城際。

广州
- 芳村站：换乘1号线、11号线和22号线。本线与22號線为“L”形节点换乘，两线间亦设有联络线；而1號線和11號線建設時未作出預留，為站厅付费区換乘；
- 市二宫站：换乘2号线。2號線建設時未作出預留。
- 赤岗塔站：换乘12号线。12号线建设期间建成雙島式月台，可供12号线和28号线实现同台换乘。
- 磨碟沙站：换乘8号线、18号线和19号线。8號線建設時未作出預留，預計為通道換乘；18号线建设时已在站厅层和月台层之间缓冲平台预留換乘节点。
- 琶洲站：换乘8号线和11号线。在11號線在最初的設計中，計劃與8號線通過地下轉乘通道連接兩線車站的付費區和非付費區。本線規劃出台後，轉乘通道原定位置被本線車站佔用，因此與兩線实现大堂換乘。
- 鱼珠站：换乘5号线、13号线和25号线。5号线和13号线车站均未作出预留。
- 黄埔站：换乘19号线、29号线和37号线。本线预计可与37号线实现同台换乘。
- 埔南路站：换乘17号线和40号线，亦可出站换乘黄埔有轨电车2号线。
- 新塘站：换乘13号线、16号线和20号线。13号线和16号线车站均未作出预留；28号线车站预计位于铁路北侧，与前者通过下穿铁路的20号线车站连接实现换乘。另外本站亦預留未來分岔出28號線惠州支線的條件。

东莞
- 万江站：换乘东莞8号线和东莞11号线。
- 鸿福路站：换乘东莞1号线和东莞2号线。东莞1、2号线建設時均未作出预留。
- 黄旗南站：换乘东莞8号线。
- 寮步站：换乘东莞8号线和广惠城际。
- 松山湖站：换乘东莞1号线、东莞3号线和廣深中軸城際。东莞1号线建設時未作出预留，另外此站计划與廣深中軸城際貫通運營。

## 使用列车
本线采用4/8节编组，时速160km/h的外通型市域（郊）动车组；同时列车亦具备与其他国铁制式的列车进行互联互通的条件:11-13。
本线原规划使用8节D型列车运营。广州地铁设计研究院总工程师史海欧曾在一场论坛中，提及本线预计客流更多为城市内部的客流交互，故建议本线采用6编组A型车，以符合客流实际，同时降低建造和运营成本；最终在2025年，确定采用4/8节编组列车进行混合运营。

## 行车安排
待线路建成运营后，将启用起点和终点不同，分快慢线运营的运营模式。同时还会设置不同模式的运营列车停靠在不同站台。